# 사창리 전투
사창리 전투는 제6사단이 1951년 4월 22일부터 4월 24일까지 중공군 춘계공세 때 경기도 가평군과 강원도 화천군의 경계에 위치한 화악산과 강원도 화천군 사창리 일대에서 중국인민지원군 제9병단 예하 제20군단의 제58,제59,제60사단 등 3개 사단과 제40군단의 제120사단 등 총 4개 사단의 집중공격을 받고 이를 저지하기 위하여 3일 동안에 걸쳐 전개한 방어 전투이다. 제6사단을 지원하기 위해 미국 제9군단 예하 뉴질랜드 왕립 포병대대와 미국 포병 부대가 배치되었지만 제6사단의 무질서한 도주로 사단 전체가 궤멸되었으며, 이로 인해 사창리 남쪽에 주둔하던 영연방 제27보병여단이 중국인민지원군의 공격에 노출되고 말았다.

## 전투
중공군 제9병단은 1951년 4월 22일 춘계 공세 계획에 의거 국군 제6사단 방어진지 정면으로 대대적인 공격을 개시하였다. 국군의 전방연대들은 사단장의 진지고수 명령에도 불구하고 중과부적에다, 후방지역에서 중공군의 출현이 확인되자 지난 해 온정리 전투에서 경험한 “중공군에게 포위되면 끝장이다.”라는 강박관념 때문에 무질서하게 후방으로 철수하기 시작하였다. 하지만 이때 사단은 이미 후방으로 진출한 중공군에 의해 퇴로가 차단되었음은 물론 통신마저 두절되어 혼란이 가중되고 부대의 통제도 불가능하였다.
좌측의 제19연대는 적중에 고립되었고 우측의 제2연대와 예비부대인 제7연대는 차량과 장비를 포기하고 일부는 좌우 인접부대로, 일부는 적의 포위망을 돌파하고 분산 철수하였다. 전선을 돌파한 중공군은 제7연대 후방의 포병부대들을 공격하였고, 이들은 유일한 철수로인 사창리∼춘천 도로를 따라 철수하였다. 국군 제6사단이 주저항선에서 철수하자 이 일대에서 사단을 화력 지원하던 미 포병부대들도 동쪽 북한강 지역으로 이동을 서둘고 있었으나, 사창리에서 철수한 부대와 합류되면서 보병과 포병부대들로 일대 혼잡을 이루었다. 설상가상으로 적의 기습공격을 받게 되자 미 포병부대들도 다수의 화기를 유기한 채 철수하고 말았다.
국군 제6사단은 철수 중 통신장비를 유기하였기 때문에 중공군의 추격이 중지된 자정 무렵에도 지휘통제가 곤란함은 물론 전방연대의 상황 파악이 불가능하였고, 다음날(23일) 새벽에 겨우 2,500여 명 정도가 이틀 전 공격을 준비하였던 석룡산∼화악산 후방에 집결할 수 있었다. 날이 밝아 중공군의 공격이 둔화되자, 미 제9군단장은 한국군 제6사단에 신속히 부대를 재편성하여 석룡산∼화악산의 캔사스선에서 적을 저지하도록 했다. 사단은 명령에 따라 부대를 배치하였으나 어둠이 깔리고 작전의 주도권을 장악한 적이 공격을 재개하자, 방어진지를 고수하기 어려운 상황이었다. 이미 사기가 저하된 사단 장병들이 적의 파상공격을 막아내기에는 역부족이었다.
부득이 사단은 다시 가평 계곡을 향해 철수하여 영연방 제27여단의 엄호 하에 24일 아침 가평 남서쪽에서 부대를 재편하였다. 이때까지 사단은 소총 2,263정, 자동화기 168정, 2.36"로케트포 66문, 대전차포 2문, 박격포 42문, 곡사포 13문, 그리고 차량 87대의 손실을 입었다. 사단을 화력 지원한 미 포병부대도 105밀리 곡사포 15문을 비롯하여, 4.2인치 박격포 13문과 242대의 무전기, 그리고 차량 73대의 손실을 입었다. 그러나 다행히 낙오한 병력들이 계속 부대로 복귀하여 4월 25일에는 6,313명이 집결하게 되었다.

## 결과 및 영향
1951년 4월 23일, 영연방군의 엄호를 받은 대한민국 국군의 철수 이후, 중국인민지원군은 계속 남하를 개시해 가평에 주둔하던 영연방군과 맞붙게 된다.

## 같이 보기
- 가평 전투
- 용문산 전투
- 제6보병사단 (대한민국)